# Blida (namn)
Blida är ett svenskt kvinnonamn. Namnet är bildat av ordet blid som betyder mild. Det kan också vara en kortform av det tyska namnet Blidhild som är sammansatt av orden blid (strålande) och hild (strid). Det äldsta belägget i Sverige är från år 1316.
Den 31 december 2014 fanns det totalt 5 kvinnor folkbokförda i Sverige med namnet Blida, varav 1 bar det som tilltalsnamn.
Namnsdag: saknas